# Kodaira
Kodaira (japonsky 小平市) je město v prefektuře Tokio v Japonsku. K roku 2017 měla bezmála 193 tisíc obyvatel.

## Poloha
Kodaira leží na ostrově Honšú v prefektuře Tokio v oblasti Kantó. Nachází se západně od centra Tokia. Hraničí na východě s Nišitókjem, na severovýchodě s Higašikurume, na severu s Higašimurajamou, na severozápadně s Higašijamatem, na západě s Tačikawou, na jihozápadě s Kokubundži a na jihu s Koganei.

## Dějiny
Kodaira se stala městem v roce 1962.

### Rodáci
- Kaori Nagamineová (* 1968), fotbalistka
- Kengo Nakamura (* 1980), fotbalista